# 久野村 (神奈川県)
久野村（くのむら）は、神奈川県足柄下郡に存在した村。現在の小田原市北西部の広い範囲を占める。

## 地理
- 山 ： 明星ヶ岳
- 河川 ： 早川、山王川

## 歴史

### 沿革
- 1889年（明治22年）4月1日 - 町村制の施行により、久野村が単独村制。
- 1908年（明治41年）4月1日 - 蘆子村、二川村、富水村と合併して足柄村が発足。同日久野村廃止。

### 名主
後北条旧臣の永松家

## 交通

### 鉄道路線
現在は小田急小田原線の足柄駅が旧村域の至近（旧二川村大字多古）に所在するが、当時は未開業。

## 現在の町名
- 住居表示実施地区
  - 扇町一 - 六丁目
- 住居表示未実施地区
  - 久野